# Franciszek Kazimierz Krotuński
Franciszek Kazimierz Krotuński – sekretarz pieczęci mniejszej koronnej i stolnik bracławski w 1717 roku, sekretarz królewski w 1710 roku, stolnik bracławski, posesor wójtostwa w Łubiance w starostwie ujskim.